# شهرستان فنگجیه
شهرستان فنگجیه  (به چینی: 奉节县، به پین‌یین: Fèngjié Xiàn) یک شهرستان تابع شهر چونگ‌چینگ، در جمهوری خلق چین است.
تا پیش از سال ۱۹۹۲ میلادی، شهرستان فنگجیه تابع ولایت وان‌شیان در استان سیچوان بود.
در دسامبر سال ۱۹۹۲، ولایت وان‌شیان به شهر در سطح ولایت وان‌شیان ارتقاء یافت و سپس شهرستان فنگجیه تابع شهر وان (وان‌شیان) قرار گرفت.
در دسامبر ۱۹۹۷، «شهر در سطح ولایت وان‌شیان» منحل شد مناطق و شهرستان‌های تابع آن منجمله شهرستان فنگجیه به شهرستان‌های نوبنیاد در سطح استان چونگ‌چینگ پیوستند.